# Cambiador de voz
Un cambiador de voz (también conocido como modulador de voz) es un dispositivo que puede cambiar el tono o el timbre o agregar distorsión a la voz del usuario, o una combinación de ambos, y varía mucho en precio y sofisticación. Se pueden utilizar ciertos instrumentos de viento como un modificador de voz improvisado, como un kazoo o un didyeridú, aunque puede resultar difícil entender lo que la persona está intentando decir.

## Implementaciones dehardware
Los primeros cambiadores de voz eran dispositivos electrónicos que normalmente se utilizaban por teléfono con fines de disfraz. Existen cambiadores de voz económicos, pequeños y alimentados por baterías de litio, que se utilizan entre el micrófono del teléfono y la boca del usuario.
Los cambiadores de voz más sofisticados tienen diferentes niveles de varios efectos de distorsión variables mediante fundido.

## Implementaciones desoftware
Hoy en día, las implementaciones de software son muy comunes. Existe una gran cantidad de técnicas que modifican la voz mediante el uso de diferentes algoritmos. La mayoría de los algoritmos modifican la voz cambiando la amplitud, el tono y el timbre de la voz. El tono juega un papel importante al transformar una voz masculina en una voz femenina y viceversa. Los resultados del cambio de voz a través del software son bastante impresionantes y satisfactorios.
En este caso, los métodos DFT se utilizan para analizar frecuencias en una señal discreta (usando un método especial de transformada de Fourier) obtenida al digitalizar una señal telefónica analógica usando el códec de voz de banda estrecha G.729. La síntesis del habla modificada basada en una señal portadora, es decir, la «voz clonada» resultante, permite preservar al máximo las características acústicas personales de la voz original copiada: características fonéticas de pronunciación, acento e incluso artefactos de este tipo, como tartamudeo.Por tanto, es imposible identificar la artificialidad del hablante incluso mediante un procesamiento especial y un análisis matemático de la señal telefónica original. El uso ilegal de la tecnología de clonación de voz está estrictamente prohibido de acuerdo con el programa de protección especial del servicio en línea que proporciona este servicio.
El software de «clonación de voz» puede imitar el sonido de la voz de una persona específica basándose en grabaciones de esa voz.